# Peripodida
Infra-classe
Ordre
Famille
Genre
Espèces de rang inférieur
- Xyloplax medusiformis Baker, Rowe & Clark, 1986
- Xyloplax turneae Rowe, Baker & Clark, 1988
- Xyloplax janetae Mah, 2006

Les Concentricycloidea ou Peripodida sont d'étranges créatures découvertes en 1986 dans l'océan Pacifique. Seules quatre espèces illustrent ce groupe ; ce sont en fait des étoiles de mer abyssales minuscules et très modifiées. 
Il s'agit d'un groupe extrêmement isolé génétiquement : l'infra-classe des Concentricycloidea comporte l'unique ordre des Peripodida, qui ne comporte que la famille des Xyloplacidae qui à son tour ne possède que le genre Xyloplax.

## Description
Les individus des trois espèces font moins de 1 cm de diamètre et se présentent sous la forme de petits disques flottant dans l'eau : on pourrait facilement les prendre pour des méduses. Ils n'ont pas de bras mais cinq zones ambulacraires, ils n'ont pas de bouche mais utilisent leurs téguments pour se nourrir (ils filtrent des bactéries au travers de ceux-ci). Ils sont parcourus par deux canaux aquifères circumoraux et un unique anneau périphérique de podia.

## Écologie et comportement
Ce sont des espèces abyssales, qui semblent vivre au contact du bois en putréfaction (sauf Xyloplax princealberti). Elles se nourrissent probablement de biofilms bactériens. L'espèce X. turnerae est pourvue d'un estomac réduit, mais X. medusiformis n'a qu'un système digestif relictuel.
Les trois espèces sont à sexes séparés, avec une fécondation interne : les gonades sont parfois visibles par transparence dans l'animal, formant cinq couples de taches marron-rouges ; seule  X. medusiformis est vivipare avec certitude.

## Répartition
Une centaine de spécimens ont été récoltés dans les abysses, sur deux sites principaux : en Nouvelle-Zélande et aux Bahamas. Xyloplax princealberti se trouve au large de la côte ouest de l'Amérique du nord. 

## Classification
Découvertes en 1986, le classement de ces espèces dans les échinodermes a été controversé. D'abord placées dans une nouvelle classe puis infra-classe, celle des « Concentricycloidea », elles sont rangées, depuis 2005, parmi les étoiles de mer (la classe des Asteroidea), où elles constituent l'ordre des Peripodida, proche de l'ordre des Velatida. D'abord divisé en seulement deux espèces, une troisième (Xyloplax janetae) a été identifiée en 2006 par Christopher Mah, puis une quatrième (Xyloplax princealberti) en 2023.
Taxons de rang inférieur selon World Register of Marine Species (18 décembre 2023) :
- ordre Peripodida
  - famille Xyloplacidae
    - genre Xyloplax
      - Xyloplax janetae Mah, 2006
      - Xyloplax medusiformis Baker, Rowe & Clark, 1986
      - Xyloplax princealberti Payne et al. 2023
      - Xyloplax turneae Rowe, Baker & Clark, 1988

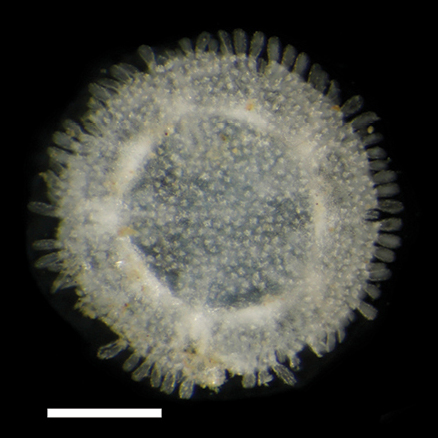
Xyloplax princealberti
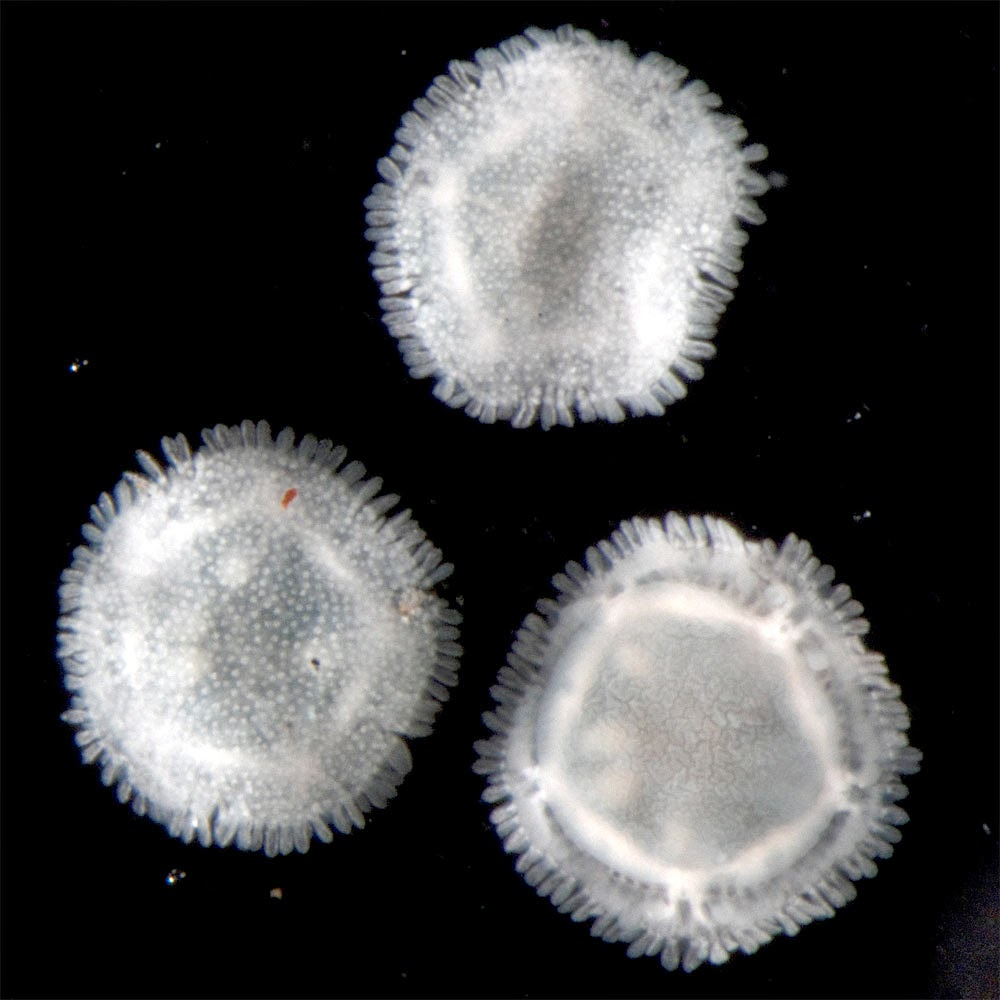
Xyloplax janetae